# Beckershov

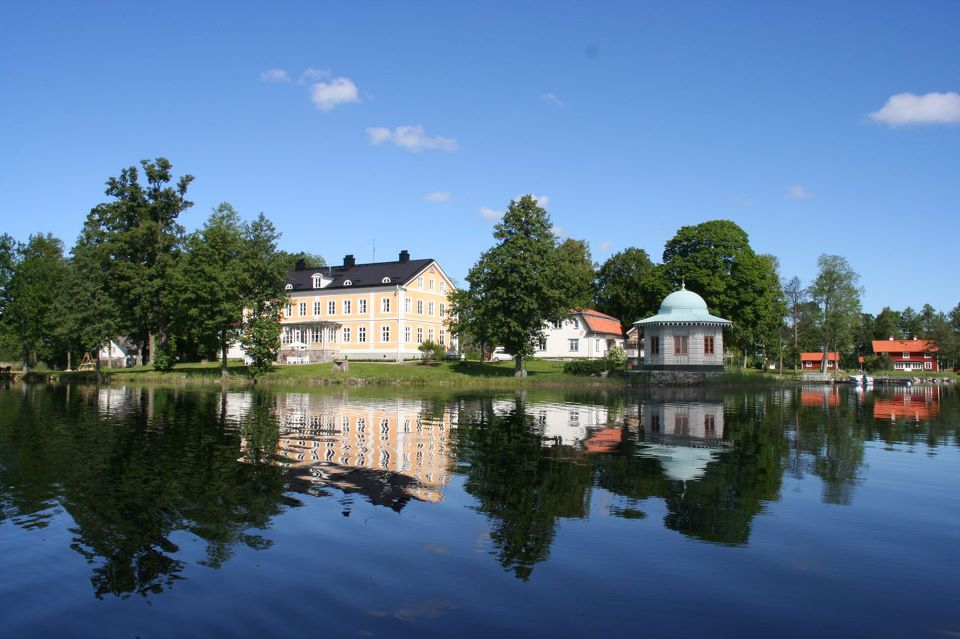
Beckershof

Beckershov (stavas även Beckershof) är ett tidigare säteri och en herrgård belägen cirka tio kilometer sydväst om Katrineholm i Katrineholms kommun, Södermanlands län.

## Historik

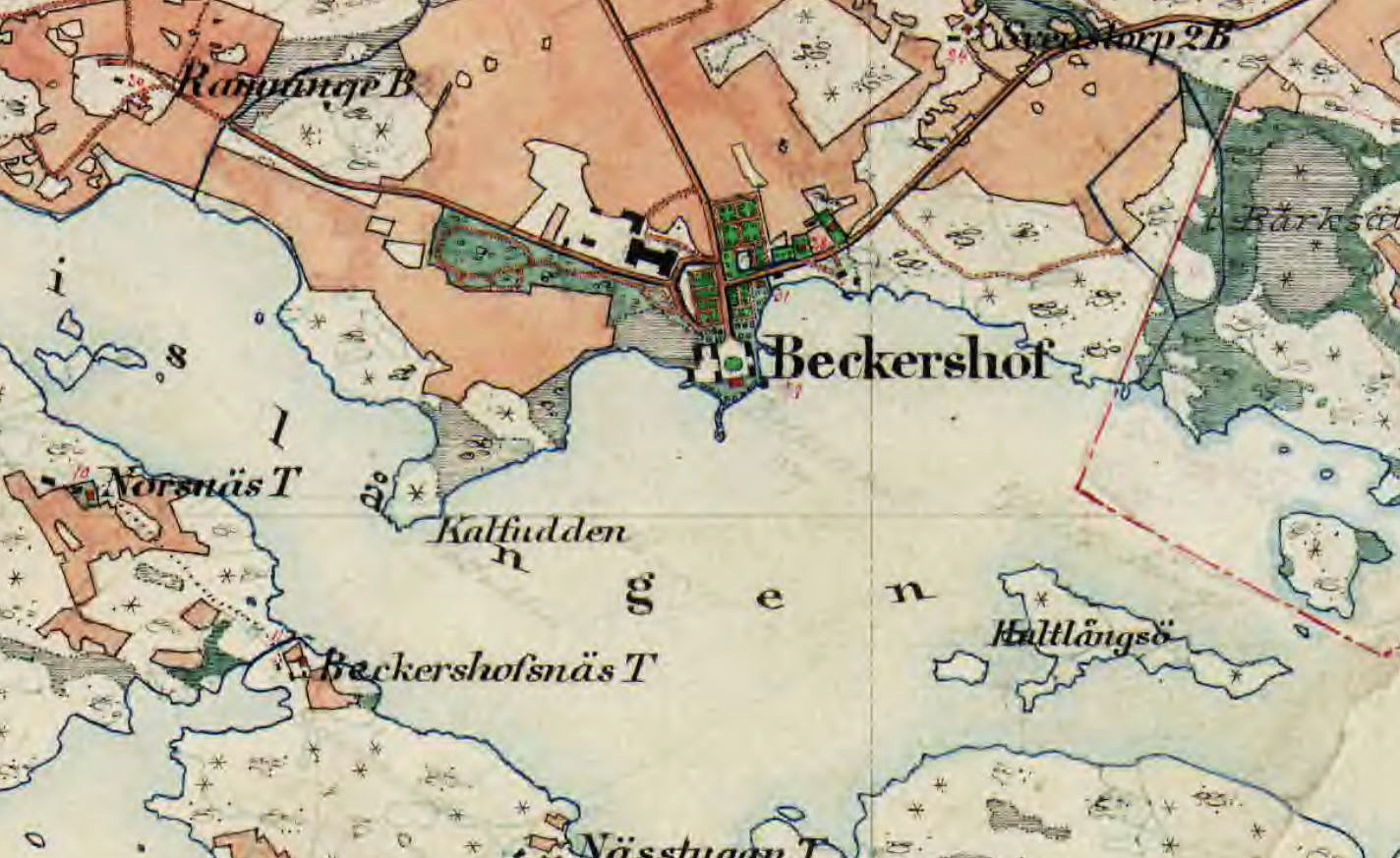
Beckershof på 1880-talet.

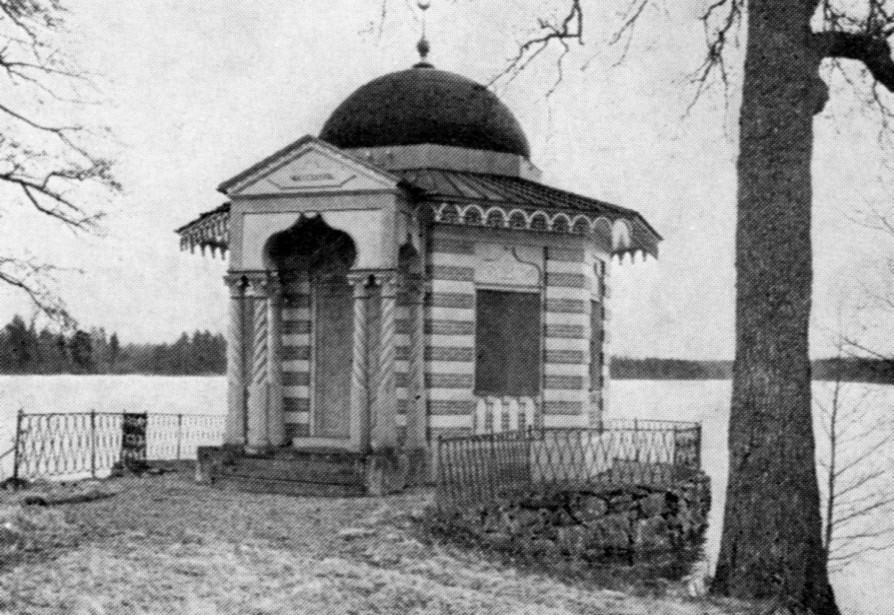
Turkiska kiosken, 1967.

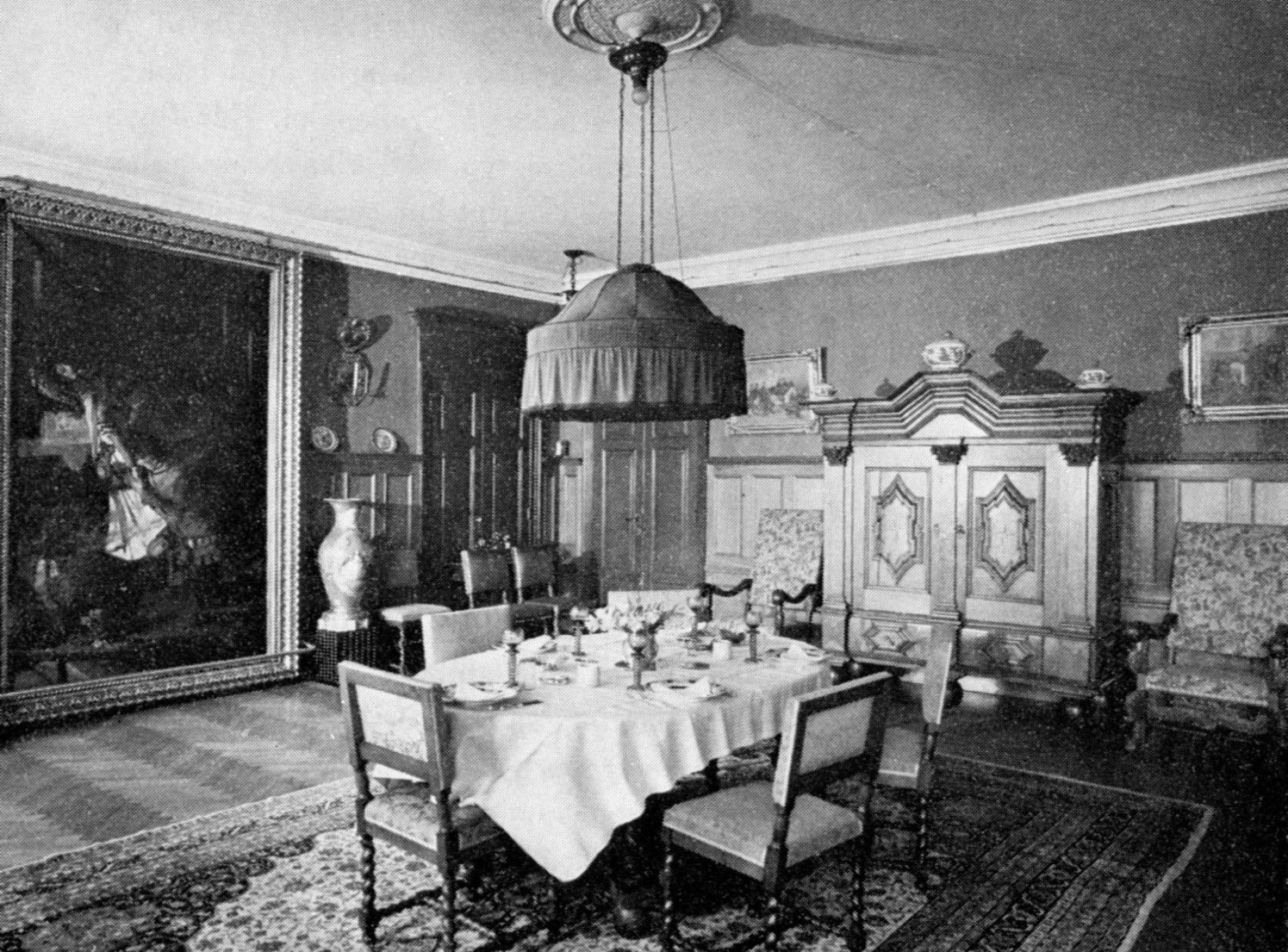
Beckershof matsalen 1967.

Beckershov, vars ägor historiskt legat inom Östra Vingåkers socken, är belägen på en udde i Tislången, som är en i det närmaste avsnörd vik av Tisnaren. Beckershov hette tidigare Ramninge. Gården skänktes 1392 till Julita kloster av frälsemannen Olof Odbjörnsson och förblev i hans arvingars ägo fram till 1527 då den indrogs till kronan. 
Efter några ägobyten tillföll gården Carl Becker på 1640-talet. Becker var generalinspektör över rikets krutbruk och adlades 1654 Beckerfelt. Han lät 1665 bygga en ny mangård som låg något öster om gamla Ramninge och kallade gården ståndsmässig för Beckershof som samtidigt blev säteri. Gården har senare ägts bland annat av släkterna Rudebeck, Ryding, Indebetou och Arfwedson. 
Nuvarande huvudbyggnaden uppfördes 1819 när brukspatron Martin Arfwedson var ägare till Beckershof. Han anlitade arkitekt Carl Christoffer Gjörwell att rita det nya huset. Byggnaden fick sitt nuvarande utseende med två våningar 1867 under greve Mauritz Lewenhaupt. Det moriska lusthuset, den så kallade Turkiska kiosken på holmen utanför uppfördes 1838 också efter ritningar av Gjörwell. 
Huvudbyggnaden flankeras av två fristående flyglar som har bevarat sitt ursprungliga utseende som de fick av Görwell. Andra bevarade byggnader är två rödfärgade arbetarbostäder med varsin bodlänga vid herrgårdens östra tillfartsväg. Den går förbi torpen Svenstorp och Nästor ut till landsvägen Forsa-Vingåker, som byggdes på 1960-talet. Här ligger torpet Nybygget, intill Beckershofs skola, uppförd 1890 vilken nu är privatbostad.
År 1858 såldes Beckershof av Martin Arfwedson till Johan af Segerström vars arvingar i sin tur sålde 1867 till Mauritz Lewenhaupt (död 1908). År 1909 blev Otto von Arnold ny ägare som behöll gården fram till 1915. Efter några spekulationsköp, där man var ut efter skogen, köptes Beckershof 1917 av Gösta Francke. Han gifte sig 1919 med Ebba Lewenhaupt, sondotter till den tidigare ägaren Mauritz Lewenhaupt. Hon hade i sin barndom ofta vistats på Beckershof och under familjen Francke / Lewnhaupt började en stabil och framsynt drift av godset. Gösta Francke avled 1934 men gården har stannat inom släkten och ägs numera av (2017) av familjen Asker. Gården har specialiserat sig på kräftodling och bedriver även jakt, uthyrning och konferensverksamhet.